# Ano do modelo
O ano do modelo (em inglês, "model year", algumas vezes abreviado como "MY") é o identificador da versão de um produto que, muitas vezes, foi fabricado em um ano diferente. O ano do modelo não é sempre exatamente o ano civil em que o produto foi fabricado, mas pode ser.

## Automóveis

### Estados Unidos e Canadá
Os automóveis nos Estados Unidos e no Canadá são identificados e regulamentados pelo ano do modelo, enquanto os outros mercados usam a data de produção (mês ou ano) e códigos de modelo para identificar veículos específicos, em vez do “ano” (ano do modelo), o identificador norte-americano para o ano de fabricação. Em documentos técnicos gerados na indústria automobilística e suas agências reguladoras, como NHTSA e a Agência de Proteção Ambiental dos Estados Unidos, ou a Transport Canada e a Environment Canada;  as letras “MY” geralmente precedem o ano (como em “MY2019” ou “MY93”). Porém, mesmo sem esse prefixo, na América do Norte, geralmente é feita referência ao ano do modelo e não ao ano civil de produção do veículo. O ano do modelo geralmente começa entre agosto e setembro do ano civil anterior, embora possa ser antecipado já em fevereiro, como é o caso do Acura MDX de quarta geração de 2022, que iniciou a produção em janeiro de 2021. Isso se deveu em parte à publicidade do novo modelo que estava a ser coordenada com o lançamento de um novo programa de televisão no final de setembro, devido à forte dependência entre a televisão (para transmitir propagandas que oferecem produtos da indústria automobilística) e as empresas automobilísticas (para lançar os seus novos modelos em alguma época do ano de maior procura). Os carros importados usam a convenção de ano do modelo nos Estados Unidos e no Canadá, embora esse sistema não seja usado para os carros vendidos em outros países.
O conceito de atualizações anuais de estilo (uma prática importada da indústria da moda) foi introduzido nos automóveis da General Motors por Alfred Pritchard Sloan na década de 1920. Essa foi uma forma primitiva de obsolescência programada na indústria automobilística, em que mudanças anuais de estilo ajudavam os clientes a diferenciarem facilmente se um carro era novo ou não. Outras mudanças importantes nos modelos costumavam coincidir com o lançamento do ano do modelo. Por exemplo, para o ano do modelo de 1928 do Ford Model A, a produção começou em outubro de 1927 e para o ano modelo de 1955 do Ford Thunderbird, a produção começou em setembro de 1954.
O ano do modelo coincidiu com o ano civil até meados da década de 1930, quando o presidente Franklin D. Roosevelt assinou uma ordem executiva para que os anos dos modelos dos veículos fossem publicados no outono do ano anterior, a fim de padronizar seu uso na indústria automotiva.
A prática de iniciar a produção do modelo do próximo ano antes do final do ano tornou-se uma tradição de longa data nos Estados Unidos.
Para fins como a criação de registros VIN ou de controle de emissões, os regulamentos permitem que carros de um determinado ano modelo sejam vendidos a partir de 1º de janeiro do ano civil anterior. Por exemplo, um veículo do ano do modelo 2019 pode ser legalmente colocado à venda a partir de 1º de janeiro de 2018. Isso resultou em alguns carros do ano do modelo seguinte sendo apresentados em anúncios veiculados durante a transmissão do jogo da NFL Super Bowl no horário nobre em fevereiro. Um exemplo notável de lançamento no início do ano do modelo seria o do Ford Mustang da primeira geração, apresentado como um modelo do início de 1965 (popularmente conhecido como "19641⁄2") em abril de 1964 na Feira Mundial de Nova Iorque, vários meses antes do habitual início do ano do modelo de 1965 em agosto de 1964.
Para veículos recreativos, como motorhomes, a Comissão Federal de Comércio dos EUA permite que um fabricante use um ano do modelo até dois anos antes da data de fabricação do veículo.

### Outros países
Em outros países, é mais comum identificar veículos específicos pelo ano e mês de produção, e automóveis de um determinado tipo pela sua geração, utilizando termos como "Mark III" ou pelo código do fabricante desse tipo de automóvel (como como "BL", o código para um Mazda 3 construído entre novembro de 2008 e junho de 2013).
Na Europa, a menor utilização de anos do modelo como descritor deve-se em parte ao facto de, desde a década de 1980, muitos veículos serem apresentados no Salão do Automóvel de Genebra, em março e no Salão do Automóvel de Paris em setembro. Novos modelos têm sido lançados cada vez mais em junho ou julho. 
Tal como acontece com o resto da Europa, a indústria automobilística no Reino Unido não utilizava frequente os anos do modelo da forma habitual nos EUA, uma vez que os carros não eram actualizados ou modificados com a mesma frequência.  Houve algumas exceções, como o Grupo Rootes nas décadas de 1950 e 1960, que copiou deliberadamente a prática americana e fez pequenas modificações anuais em seus principais modelos, como o Hillman Minx e o Humber Super Snipe. No entanto, esses carros ainda não eram identificados por anos de modelo, continuando a usar números de série às vezes com designações alfabéticas (como Minx Série IIIA, IIIB e IIIC) para distinguir o que eram principalmente atualizações cosméticas em vez de melhorias mecânicas ou estruturais. Tal como nos Estados Unidos, a indústria automobilística britânica geralmente anunciava novos modelos (ou atualizações dos existentes) em setembro. No entanto, esta era a norma muito antes de se tornar uma prática nos Estados Unidos e a sua origem não estava ligada às directrizes comerciais das redes de televisão. A sua origem está ligada à antiga prática comum nas indústrias transformadoras do centro da Inglaterra, especialmente em Coventry e Birmingham, onde a indústria automobilística britânica se desenvolveu a partir de fábricas de bicicletas e máquinas-ferramentas.  Essas indústrias costumavam fechar suas fábricas em agosto ou setembro para dar aos trabalhadores duas semanas de férias. Essas pausas foram utilizadas como momentos adequados para renovar o ferramental da fábrica e foram consideradas um momento ideal para introduzir novos produtos que iniciariam a produção quando os trabalhadores retornassem e a fábrica recomeçasse a trabalhar. Portanto, o ano de trabalho na indústria automobilística decorreu de setembro a setembro.  Modelos novos ou melhorados foram anunciados no verão e exibidos em outubro no Salão do Automóvel Britânico, onde seriam vistos pela indústria em geral e pelo público comprador pela primeira vez, assim como começaram a chegar unidades produzidas nas semanas anteriores. revendedores prontos para venda. Portanto, os modelos de automóveis destinados à venda durante, digamos, 1960, seriam anunciados e exibidos no terceiro trimestre de 1959, com as vendas começando antes do final do ano. Quaisquer melhorias planejadas para 1961 seriam anunciadas em setembro de 1960 e exibidas no Salão Automóvel em outubro de 1960. 
Essa convenção não era absoluta; por exemplo, o Vauxhall Victor original foi anunciado oficialmente em fevereiro de 1957 e as vendas começaram no final daquele mesmo mês, com adições e atualizações subsequentes à linha Victor sendo introduzidas em fevereiro, notadamente a fábrica da Vauxhall estava fora da tradição central da indústria, em Luton, portanto não seguiu o calendário de trabalho comum. Sendo propriedade da General Motors, a Vauxhall também geralmente fazia pequenas alterações em seus carros ano após ano, até mesmo referindo-se a 'anos do modelo' em alguns de seus documentos, embora não tivessem o mesmo peso ou significado oficial para os compradores como nos Estados Unidos. Durante a década de 1960, os fabricantes de automóveis britânicos começaram a dar aos jornalistas acesso aos próximos modelos no início do ano, a fim de publicar anúncios antes dos seus rivais e evitar o movimentado período de setembro. Esta tendência materializou-se na organização de eventos promocionais cada vez mais luxuosos e sofisticados para os meios de comunicação, sempre em épocas anteriores do ano. As mudanças nas práticas de trabalho, a incursão no mercado britânico de fabricantes de automóveis de outros países e o declínio da quota de mercado das empresas britânicas acabaram por levar ao abandono da tradição de introdução de novos modelos em setembro, embora o Salão do Automóvel Britânico continuasse realizando em outubro.

### Número dos chassis
O formato padrão do número de identificação do veículo usado nos Estados Unidos e Canadá (conhecido como VIN, "Vehicle Identification Number") inclui o ano do modelo do veículo como o décimo dígito. A data real em que o veículo foi fabricado não faz parte do VIN, mas deve estar na etiqueta de confirmação de segurança do veículo.

## Outros produtos
Além dos carros, alguns outros produtos que geralmente têm anos do modelo incluem:
- Aviões
- Todo-terrenos
- Bicicletas
- Carrinhos de golfe
- Máquina de construção
- Mobile home
- Motocicletas
- Veículos recreativos
- Camiões articulados
- Motos de neve
- Tratores
- Reboques
- Embarcações